# كارولين بلاك
كارولين بلاك (بالإنجليزية: Caroline Black)‏ هي لاعبة كرة الريشة بريطانية، ولدت في 4 مارس 1994 في ليسبورن في المملكة المتحدة.

## وصلات خارجية
- كارولين بلاك على موقع BWF.tournamentsoftware.com (الإنجليزية)
- كارولين بلاك على موقع BWFbadminton.com (الإنجليزية)
- كارولين بلاك على موقع اتحاد ألعاب الكومنولث (مؤرشف) (الإنجليزية)